# Cladoceromorpha
Cladoceromorpha is een infraklasse van kreeftachtigen uit de klasse van de Branchiopoda (blad- of kieuwpootkreeftjes).

## Taxonomie
De volgende taxa zijn bij de infraklasse ingedeeld:
- Superorde Cladocera (Watervlooien)
- Orde Cyclestherida